# Celles (Ariège)
Celles – miejscowość i gmina we Francji, w regionie Oksytania, w departamencie Ariège.
Według danych na rok 2010 gminę zamieszkiwało 121 osób, a gęstość zaludnienia wynosiła 11 osób/km².